# Létay Gusztáv
Nyirjesi Létay Gusztáv, Létay Gusztáv Lénárd, született: Landau (Pest, 1836. június 23. – Budapest, 1918. február 25.) mérnök, miniszteri tanácsos. 

## Életútja
Középiskoláit és a műegyetemet Pesten végezte, 1859-ben szerzett mérnöki diplomát. 1859-61-ben a Tiszai Ármentesítő Társulat alkalmazottjaként folyószabályozási munkákkal foglalkozott. 1861-ben az állam szolgálatába lépett és 1872-ig főmérnökként a vasúti hálózat fejlesztésében vett részt, a Délii Vasútnál és a Kassa-Odenburgi Vasútnál dolgozott, ezt követően a magyar királyi Közmunka- és Közlekedésügyi Mininsztérium főmérnöke volt, 1894-től miniszteri tanácsos. Az ő vezetése alatt épült meg az alföldi transzverzális műút. Halálát érelmeszesedés okozta.

## Családja
Szülei Landau Lénárd grafikus, festőművész, rajzpedagógus és Schöfft Alojzia. Első neje Baintner/Bajtner Franciska, második felesége Skriván Alojzia (Lujza) Eleonóra volt, akivel 1914. május 26-án között házasságot Budapesten. Testvére Landau Alajos rajztanár, fotográfus, menye Perczel Sári színésznő, tanítónő.

## Műve
- Az európai fontosabb helyi érdekű rendes és keskenynyomú vasutak leírása egy javaslattal a magyarországi helyi érdekű vasutak építésénél és üzleténél követendő elvekre nézve. Budapest, 1878. (Walther Ágostonnal együtt. A közmunka és közlekedési m. kir. miniszterium kiadmányai XIII.)

Gulyás Pál még neki tulajdonítja a következő tanulmányt: A munkaközvetítés hazai állapota. (A munkapiac megszervezése és a munkaközvetítés. I. Bp., 1914).